# Мазада
Мазада — село в Тляратинском районе Дагестана. Административный центр сельского поселения сельсовет Мазадинский.

## География
Расположено в 14 км к северо-востоку от районного центра — села Тлярата, на правом берегу реки Мазадинка.

## Население
| 1869 | 1888 | 1895 | 1926 | 1939 | 1970 | 1989 |
| ---- | ---- | ---- | ---- | ---- | ---- | ---- |
| 34   | ↗44  | ↘36  | ↗40  | ↗67  | ↗72  | ↗193 |
| 2002 | 2010 | 2021 |      |      |      |      |
| ↗533 | ↘195 | ↘161 |      |      |      |      |